# Huai Khrai
Huai Khrai (Thai: ห้วยไคร้) is een tambon in de amphoe (district) Mae Sai in Thailand. De tambon had in 2005 7609 inwoners en bestaat uit 11 mubans.

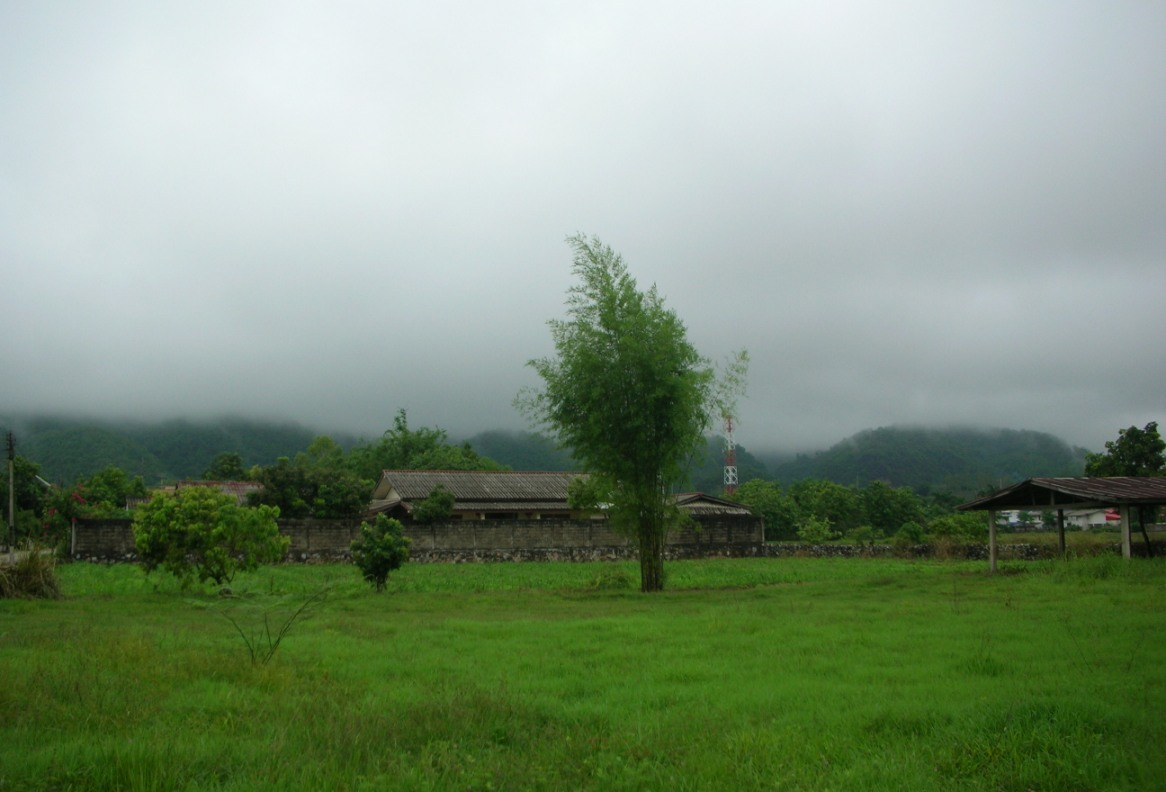
Uitzicht op de Doi Nang Non